# Sociología de la conciencia humana
La sociología de la conciencia humana utiliza las teorías y la metodología de la sociología para explicar la conciencia humana.

## Descripción
Los fundamentos de este campo, se pueden atribuir al filósofo y sociólogo George Herbert Mead, cuyo trabajo suministra las principales ideas sobre la formación de la mente, los conceptos del yo y de los otros, y el individuo como un ser social, surgiendo la conciencia de la interacción humana y de la comunicación. El trabajo reciente lleva a analizar varios aspectos clave de la conciencia, y, al hacerlo, invierte la explicación: a partir de fenómenos colectivos, se determina el análisis de la conciencia individual. 
Al hacer esta inversión, no rechazan totalmente los enfoques reduccionistas ni niegan su valor al identificar el "hardware" a través del cual operan los procesos psicológicos colectivos y sociales. Sin embargo, rechazarían la idea de que se pueda formular una explicación completa sobre la base de mecanismos puramente sociológicos o factores y procesos físicos, químicos, neurológicos, hormonales o psicológicos subyacentes. Para una crítica del reduccionismo desde la perspectiva de la física y la biología modernas, véase Morowitz (1981). 
Las bases biológicas y biofísicas de la vida humana son reconocidas. Sin embargo, en estos enfoques no se pueden confiar por completo. En parte, el nivel de análisis está mal dirigido cuando se trata de algunas clases de fenómenos de conciencia; la mayoría de los enfoques de la ciencia natural se centran en los niveles incorrectos y los factores incorrectos con los que explicar algunas de las características más misteriosas y paradójicas de la conciencia humana.

## Teoría
El enfoque sociológico enfatiza la importancia del lenguaje, las representaciones colectivas, las autoconcepciones y la autorreflexión. Este enfoque teórico argumenta que la forma y la sensación de la conciencia humana es muy social, y esto no es menos cierto en nuestras experiencias de "conciencia colectiva" que en nuestras experiencias de conciencia individual.
La teoría sugiere que el problema de la conciencia se puede abordar de manera fructífera comenzando con el grupo humano y los fenómenos colectivos: comunidad, lenguaje, comunicación basada en el lenguaje, formalismos institucionales y culturales. Un colectivo es un grupo o población de individuos que posee o desarrolla a través de la comunicación representaciones colectivas o modelos de "nosotros" en oposición a "ellos": un grupo, comunidad, organización o nación se contrasta con "otros"; sus valores y objetivos, su estructura y modos de funcionamiento, su relación con su entorno y otros agentes, sus potencialidades y debilidades, estrategias y desarrollos, etc.
Un colectivo tiene la capacidad en sus representaciones y comunicaciones colectivas sobre lo que lo caracteriza, o qué (y cómo) percibe, juzga o hace, o qué puede (y no puede) hacer, o debería hacer (o no debería) hacer. Controla sus actividades, sus logros y fracasos, y también, en mayor o menor medida, analiza y se analiza a sí mismo como un agente colectivo definido y en desarrollo.
Esto es lo que se entiende por autorreflexión. Dicha reflectividad está codificada en el lenguaje y desarrollada en conversaciones sobre el yo colectivo (como veremos más adelante, también hay conversaciones sobre el yo de los individuos, definiéndolos, justificándolos y estigmatizándolos).

### La conciencia humana como una actividad reflexiva
La conciencia humana en al menos un sentido principal es un tipo de actividad reflexiva. Implica la capacidad de observar, controlar, juzgar y decidir sobre el yo colectivo. Esta es una base para mantener un colectivo particular tal como se entiende o representa; es una base para reorientar y reorganizar el yo colectivo en respuesta a fallas de desempeño o crisis profundas (económicas, políticas, culturales).
La reflexión colectiva surge entonces como una función de un grupo u organización que produce y hace uso de representaciones colectivas del yo en sus discusiones, reflexiones críticas, planificación y acciones.

### Conciencia individual
La conciencia individual es el resultado normal de los procesos de denominación colectiva, clasificación, supervisión, evaluación y reflexión sobre los miembros individuales del grupo u organización. Y un individuo en un contexto colectivo aprende a participar en discusiones y discursos sobre "sí mismo", es decir, reflexiones grupales sobre sí mismo, su apariencia, sus orientaciones y actitudes, sus estrategias y su conducta. Por lo tanto, un individuo aprende (de acuerdo con las formulaciones anteriores de George Herbert Mead) un nombramiento y clasificación de sí mismo (autodescripción e identidad) y una caracterización de sus juicios, acciones y predisposiciones.
Al adquirir un lenguaje y un marco conceptual para este modo de actividad junto con la experiencia y las habilidades en la discusión reflexiva, se desarrolla una capacidad de reflexión interna y diálogo interno sobre sí mismo. Estas son características de un tipo particular de "conciencia" individual. Esta concepción señala el carácter socialmente construido de las propiedades clave de la mente humana, realizadas a través de procesos de interacción social y construcción social. En resumen, la autorrepresentación individual, la autorreferencia, la autorreflexión y las experiencias de la conciencia derivan de la experiencia colectiva.

### Construcción de los yo a través de la reflectividad
La autorreflexión como un tipo de conciencia a menudo facilita el examen crítico y la reconstrucción de sí mismos, tanto colectivos como individuales. Esto juega un papel esencial en las comunidades humanas (así como en los seres individuales) frente a fallas de rendimiento sistemáticas o de alto riesgo o nuevos tipos de problemas. A través de la autorreflexión, los agentes pueden manejar la resolución dirigida de problemas para desarrollar arreglos institucionales más efectivos, por ejemplo, medios de coordinación social a gran escala como administración, asociación democrática o mercados.

## Relación con la organización social
Las representaciones colectivas basadas en el lenguaje tanto del pasado como del futuro, permiten a los agentes escapar del presente, entrar en el mundo futuro así como en el pasado imaginado, y reflexionar juntos sobre estos mundos. Además, en relación con el pasado, presente y futuro, los agentes pueden generar representaciones alternativas. Estas construcciones alternativas imaginadas, discutidas, luchadas y probadas, contribuyen a la generación de variedad, un aporte importante en los procesos sociales evolutivos.
Tal variedad también puede conducir a conflictos sociales, ya que los agentes no están de acuerdo con las representaciones, o se oponen a las implicaciones o remedios a los problemas propuestos por agentes particulares. Esto abre el camino para las luchas políticas sobre concepciones y soluciones alternativas (donde la política democrática conlleva a veces la autorreflexión colectiva por excelencia).
En general, tales procesos mejoran la capacidad colectiva para hacer frente a nuevos desafíos y crisis. Por lo tanto, un colectivo tiene potencialmente una rica base no solo para hablar, discutir, acordar (o desaprobar) sobre una variedad de objetos, incluido el "yo colectivo", así como los "yoes" particulares; sino también tiene un medio para conceptualizar y desarrollar tipos alternativos de relaciones sociales, formas efectivas de liderazgo, coordinación y control, y, en general, nuevos órdenes normativos y arreglos institucionales.
Los colectivos incluso pueden desarrollar sus potencialidades para la representación colectiva y la autorreflexión, por ejemplo, a través de innovaciones en sistemas de información y contabilidad y procesos de responsabilidad social. Estas potencialidades permiten la resolución sistemática y dirigida de problemas y la generación de estrategias variadas y complejas. En entornos selectivos particulares, estos ofrecen importantes ventajas evolutivas.

### Reflectividad opresiva
La poderosa herramienta de la reflectividad colectiva debe verse como un arma de doble filo en relación con la expansión de la libertad de oportunidades y la variabilidad, por un lado, y, por otro, imponer limitaciones particulares y limitar la variabilidad.
Las representaciones colectivas y la reflectividad y la resolución dirigida de problemas basados en ellas pueden evitar que los grupos humanos experimenten o descubran lo no representado y lo no identificado; los problemas no reconocidos o mal definidos no se pueden tratar.
Los poderes reflexivos y de resolución de problemas pueden distorsionarse, la generación de alternativas y variedades es limitada y en gran medida ineficaz, y la innovación y transformación social pueden estar mal dirigidas y posiblemente ser autodestructivas. Por lo tanto, las presuntas ventajas evolutivas de la reflectividad humana deben ser calificadas o vistas como condicionales.

## Perspectivas
En resumen, una investigación reciente, basada en el trabajo de George Herbert Mead, sugiere que una perspectiva sociológica y psicológica social puede ser un punto de partida para definir y analizar ciertas formas de conciencia humana, o más precisamente, una clase de fenómenos de conciencia, a saber, la reflexividad verbalizada: controlar, debatir, juzgar, reorientar y reorganizar el yo; representando y analizando lo que caracteriza al yo, lo que el yo percibe, juzga, podría hacer, debería hacer (o no debería hacer).
El "problema difícil" de la conciencia se puede abordar de manera fructífera comenzando con el grupo humano y los fenómenos colectivos: comunidad, lenguaje, comunicación basada en el lenguaje, formalismos institucionales y culturales, representaciones colectivas, autoconcepciones y autorreferencialidad. La reflectividad colectiva surge como una función de una organización o grupo que produce y hace uso de representaciones colectivas del yo ("nosotros", nuestro grupo, comunidad, organización, nación) en sus discusiones, reflexiones críticas y toma de decisiones. Un colectivo monitorea y analiza sus actividades, logros y fracasos, y se refleja en sí mismo como un ser colectivo definido, activo y en desarrollo. Esta reflectividad está codificada en lenguaje y desarrollada en conversaciones sobre los seres colectivos (así como los individuales).
La conciencia individual se ve como derivada de los procesos de reconocerse colectivamente, clasificar, monitorear, juzgar, reflexionar y conducir discusiones y discursos sobre el individuo mismo. Al adquirir un lenguaje y un marco conceptual para este modo de actividad, junto con las habilidades y experiencias en la discusión reflexiva, se desarrolla una capacidad de reflexión interna y discurso interno sobre sí mismo, que son características de la conciencia individual. También se pueden distinguir múltiples modos de consciencia y conciencia individual, y también identificando niveles pre y subconscientes. Esto apunta a la complejidad de la mente humana, en parte debido a su elaboración a través de procesos de interacción social.